# 与爱别离
《与爱别离》（英語：Revenge of the Factory Woman），导演林孝谦，主演曾珮瑜、周姮吟、尹昭德、李康宜、李律。

## 剧情
玉華和國威是羨煞旁人的一對愛侶，不管在工作上還是生活上總是如膠似漆，當國威向玉華求婚的時候，玉華感動接受這位即將陪伴她走向人生下一個階段的伴侶。但此時，玉華的好姊妹順芳得知此消息後卻感到無比失落，原來順芳一直愛著國威，儘管只是在一旁當兩人的影子也好，她只想多跟國威相處，不敢奢望這個男人有一天也會屬於她。這個不能說出口的秘密始終還是讓國威知道，沒想到國威也接受順芳的心意，一個懦弱的男人、一個背叛摯友的好姊妹，兩人用激情換來了罪惡感，走向無盡深淵，也毀滅了玉華的婚姻。

## 演出
- 尹昭德：纪国威
- 曾珮瑜：颜玉华
- 周姮吟：曾顺芳
- 李康宜：颜千惠
- 李律：纪君美

## 獎項
入圍:第46屆金鐘獎最佳迷你劇集、最佳編劇及最佳女主角(曾珮瑜、周姮吟)

## 花絮
该片在高雄市拍摄而成。
剧组参加第46届台湾电视金钟奖。
导演林孝谦说想和周迅合作拍电影。